# Římskokatolická farnost Lechovice
Římskokatolická farnost Lechovice je územní společenství římských katolíků v obci Lechovice.

## Území farnosti
- Lechovice – farní kostel Navštívení Panny Marie a kaple postavená v 19. století
- Borotice – kaple sv. Václava

## Historie
První písemná zmínka o obci Lechovice je v roce 1287. V roce 1288 je zapsán jako majitel obce Heřman z Lechovic, též psaný z Přibyslavi. Ten obec v roce 1317 věnoval znojemskému klášteru svaté Kláry spolu s patronátním právem na kostel v Lechovicích. Kostelní fara v té době patřila pod děkanství Hostěradické. Poté se vystřídalo několik majitelů obce, v roce 1660 se stal jejím majitelem loucký klášter. V letech 1718 až 1722 byl postaven současný farní kostel Navštívení Panny Marie, velmi vyhledávaný poutníky.
V listopadu 1958 byl na zdejším zámku zřízen domov pro řádové sestry, které se sem musely vystěhovat z Brna.

## Duchovní správci
Od 1. října 1993 byl farářem v Lechovicích Josef Navrkal, který zde působil až do své smrti 15. března 2003. Následně zde toho roku nastoupil jako administrátor Marek Vácha, který se 1. října 2011 stal farářem zdejší farnosti.

## Bohoslužby
| Kostel                 | Místo     | Bohoslužba (den) | Hodina | Poznámka     |
| ---------------------- | --------- | ---------------- | ------ | ------------ |
| Navštívení Panny Marie | Lechovice | neděle           | 8.30   | farní kostel |

## Aktivity farnosti
Dnem vzájemných modliteb farností za bohoslovce a bohoslovců za farnosti brněnské diecéze je 22. březen. Adorační den připadá na 18. března.
Ve farnosti se pravidelně koná tříkrálová sbírka. Výtěžek sbírky v roce 2017 představoval 11 734 korun.